# Calle Duquesa Villahermosa (Huesca)
La calle Duquesa Villahermosa de la ciudad altoaragonesa de Huesca (España) pequeña calle, pero importante, entre las Cuatro Esquinas y la plaza del mercado (o López Allué, su nombre oficial pero menos usado). Al situarse en pleno centro oscense y entre el Coso Alto y Bajo, no es de extrañar que sea principalmente una calle comercial, peatonal y uno de los centros esenciales de la vida de cualquier oscense.
Según se asciende por ella hacia la plaza del mercado, se encuentra a su izquierda el Palacio de Villahermosa.
- Datos: Q5740499
- Multimedia: Calle de la Duquesa de Villahermosa (Huesca) / Q5740499